# Liste der Naturdenkmale in Weimar (Lahn)
Die Liste der Naturdenkmale in Weimar (Lahn) nennt die im Gebiet der Gemeinde Weimar (Lahn) im Landkreis Marburg-Biedenkopf in Hessen gelegenen Naturdenkmale.
| Bild            | Bezeichnung                | Ortsteil, Lage                                | Beschreibung | Art        | Nr. |
| --------------- | -------------------------- | --------------------------------------------- | --- | ---------- | --- |
| BW              | Steineiche                 | Niederwalgern 50° 43′ 47,6″ N, 8° 40′ 18,2″ O | Landschaftsprägender, etwa 300 bis 350 Jahre alter, 18 m hoher Baum mit 4,25 m Umfang in exponierter Lage in der Feldflur in der Nähe der Müllkippe.  | Einzelbaum |     |
| BW              | 2 Linden                   | Niederwalgern 50° 44′ 21,9″ N, 8° 42′ 10,3″ O | Etwa 250 Jahre alte Bäume in leichter Bedrängung in der Schinkaute am Ortsrand. 1 Winterlinde, 1 Eiche.                                               |            |     |
| BW              | Linde                      | Niederwalgern 50° 44′ 28,8″ N, 8° 41′ 53,6″ O | Winterlinde auf dem Friedhof von Niederwalgern | Einzelbaum |     |
| BW              | Winterlinde „Mink's Linde“ | Niederweimar 50° 45′ 37,4″ N, 8° 43′ 50,9″ O  | Etwa 350 bis 400 Jahre alter, 13 m hoher Baum mit 4,71 m Umfang am nördlichen Ortsrandbereich von Niederweimar. Spätestens 2020 nicht mehr vorhanden. | Einzelbaum |     |
| Fotos hochladen | Sommerlinde                | Wenkbach 50° 44′ 43″ N, 8° 42′ 59,6″ O        | Etwa 250 bis 300 Jahre alter, 21 m hoher Baum mit 3,81 m Umfang an der Kirche in der Ortsmitte.                                                       | Einzelbaum |     |

## Belege
1. ↑  
Naturdenkmale in Hessen. (pdf; 405 kB) Anlage zu Kleine Anfrage der Abg. Ursula Hammann (BÜNDNIS 90/DIE GRÜNEN) vom 15.04.2011 betreffend Biotopverbund Teil 2 und Antwort der Ministerin für Umwelt, Energie, Landwirtschaft und Verbraucherschutz. Hessischer Landtag, 22. Juni 2011, S. 90–102, abgerufen am 4. Februar 2016.

- Karte mit allen Koordinaten:
- OSM |
- WikiMap